# Маффео, Риккардо
Риккардо Маффео (итал. Riccardo Maffeo; род. в 1882 году в Италии — ум. 5 июля 1936 года в Женеве, Швейцария) — швейцарский шоссейный велогонщик итальянского происхождения, выступавший с 1908 по 1926 год.

## Достижения
1907
3-й Тур дю Лак Леман
1908
2-й Берн — Женева
3-й Романсхорн — Женева
1910
2-й Берн — Женева
3-й Тур дю Лак Леман
1912
3-й Тур дю Лак Леман
1917
3-й Берн — Женева
1918
2-й Берн — Женева
1919
2-й Берн — Женева
1921
1-й Чемпионат Цюриха
3-й Тур дю Лак Леман